# Contea di Isle of Wight
La contea di Isle of Wight (in inglese Isle of Wight County) è una contea dello Stato della Virginia, negli Stati Uniti. La popolazione al censimento del 2000 era di 29 728 abitanti. Il capoluogo di contea è Isle of Wight.